# Falles 2023
Les Falles de València de l'any 2023 se celebraren del 15 al 19 de març d'aquell any. El primer premi de secció especial el va obtindre Falla Exposició, que per primer any en la història obtenia el màxim guardó amb un cadafal de David Sánchez Llongo.
Aquella edició va destacar per la gran afluència de visitants, amb més d'un milió de visitants i, on per exemple, les mascletaes arribaren a congregar pels volts de 175.000 persones, una xifra per damunt de les 100.000 que les solen visitar.
Pel que fa a fallers censats, també hi ha hagut un rècord amb uns 103.000 registrats enguany a les diferents comissions que hi participen a la festa.